# Jucilene de Lima
Jucilene Sales de Lima (Taperoá, 14 de setembro de 1990) é uma atleta brasileira especializada no lançamento de dardo. Ela representou o Brasil no Campeonato Mundial de 2013 sem se qualificar para a final. Além disso, ganhou várias medalhas em nível regional, incluindo o bronze nos Jogos Pan-Americanos de 2015.
Participando do Campeonato Mundial de Atletismo de 2023, realizado em Budapeste, ela se tornou a primeira brasileira da história a chegar à final da prova de lançamento de dardo. Na final (onde participaram 12 competidoras), após realizar 3 lançamentos, estava em 6º lugar, com a marca de 60,34 metros, classificando-se entre as 8 que continuariam competindo e fariam mais 3 lançamentos. Ela não melhorou sua marca nos 3 lançamentos finais, terminando em 8º lugar, a melhor posição da história do Brasil nesta prova em Campeonatos Mundiais. 
A sua melhor marca pessoal em eventos é de 62,89 metros, em São Paulo em 2014. Este é o record nacional atual.

## Records em competições
| Ano                  | Competição                                    | Local                             | Posição              | Notas                |
| Representando Brasil | Representando Brasil                          | Representando Brasil              | Representando Brasil | Representando Brasil |
| -------------------- | --------------------------------------------- | --------------------------------- | -------------------- | -------------------- |
| 2004                 | Campeonato Sul-Americano Juvenil de Atletismo | Guayaquil, Equador                | 1º                   | 48.04 m              |
| 2005                 | Campeonato Mundial Juvenil de Atletismo       | Marrakech, Marrocos               | 17º (q)              | 43.62 m              |
| 2005                 | Campeonato Sul-Americano de Atletismo         | Cali, Colômbia                    | 6º                   | 44.74 m              |
| 2005                 | Campeonato Sul-Americano Júnior de Atletismo  | Rosario, Argentina                | 1º                   | 46.04 m              |
| 2006                 | Campeonato Mundial Júnior de Atletismo        | Pequim, China                     | –                    | Não marcou           |
| 2007                 | Campeonato Sul-Americano de Atletismo         | São Paulo, Brasil                 | 4º                   | 52.86 m              |
| 2007                 | Campeonato Sul-Americano Júnior de Atletismo  | São Paulo, Brasil                 | 1º                   | 47.53 m              |
| 2007                 | Jogos Pan-Americanos de Atletismo Júnior      | São Paulo, Brasil                 | 1º                   | 49.42 m              |
| 2007                 | Campeonato Mundial Juvenil de Atletismo       | Ostrava, República Tcheca         | 10º                  | 45.73 m              |
| 2007                 | Jogos Pan-Americanos                          | Rio de Janeiro, Brasil            | 10º                  | 46.59 m              |
| 2008                 | Campeonato Mundial Júnior de Atletismo        | Bydgoszcz, Polônia                | 11º                  | 50.87 m              |
| 2008                 | Campeonato Sul-Americano Sub-23 de Atletismo  | Lima, Peru                        | 3º                   | 48.44 m              |
| 2009                 | Campeonato Sul-Americano de Atletismo         | Lima, Peru                        | 2º                   | 54.37 m              |
| 2009                 | Campeonato Sul-Americano Júnior de Atletismo  | São Paulo, Brasil                 | 2º                   | 48.74 m              |
| 2009                 | Jogos Pan-Americanos de Atletismo Júnior      | Port of Spain, Trinidade e Tobago | 3º                   | 47.10 m              |
| 2012                 | Campeonato Ibero-americano de Atletismo       | Barquisimeto, Venezuela           | 4º                   | 55.98 m              |
| 2012                 | Campeonato Sul-Americano Sub-23 de Atletismo  | São Paulo, Brasil                 | 1º                   | 56.00 m              |
| 2013                 | Campeonato Sul-Americano de Atletismo         | Cartagena das Índias, Colombia    | 3º                   | 57.73 m              |
| 2013                 | Campeonato Mundial de Atletismo               | Moscou, Rússia                    | 26º (q)              | 55.18 m              |
| 2014                 | Jogos Sul-Americanos                          | Santiago, Chile                   | 2º                   | 60.17 m              |
| 2014                 | Jogos Ibero-Americanos                        | São Paulo, Brasil                 | 1º                   | 61.71 m              |
| 2014                 | Festival de Jogos Pan-Americanos              | Cidade do México, México          | 1º                   | 59.86 m              |
| 2015                 | Campeonato Sul-Americano de Atletismo         | Lima, Peru                        | 1º                   | 60.16 m              |
| 2015                 | Jogos Pan-Americanos                          | Toronto, Canadá                   | 3º                   | 60.42 m              |
| 2015                 | Campeonato Mundial de Atletismo               | Pequim, China                     | 25º (q)              | 59.49 m              |
| 2015                 | Jogos Mundiais Militares                      | Mungyeong, Coreia do Sul          | 2º                   | 57.99 m              |

- Nota: q representa um segundo qualificador, como melhor distância, ao invés de atingir uma posição específica.